# Coudroy
Coudroy település Franciaországban, Loiret megyében. Lakosainak száma 299 fő (2022. január 1.). Coudroy Chailly-en-Gâtinais, Châtenoy, Lorris, Noyers és Vieilles-Maisons-sur-Joudry községekkel határos.

## Népesség
A település népességének változása:
| Lakosok száma | 224  | 180  | 196  | 333  | 346  | 338  | 322  | 318  | 315  | 299  |
|               | 1968 | 1982 | 1990 | 2006 | 2013 | 2015 | 2017 | 2019 | 2020 | 2022 |